# Kasaba (Kastamonu)
Kasaba è un villaggio del distretto centrale della provincia di Kastamonu in Turchia. Dista 13 km dal centro della città di Kastamonu.
Custodisce un'importante moschea, quella di Mahmut Bey, del 1366, costruita secondo la tradizione dei Selgiuchidi. Essa è considerata una delle più belle moschee in legno della Turchia. La porta è decorata con pregiati intagli del legno.